# Zamora de Hidalgo
Zamora de Hidalgo è una città del Messico situata nello stato del Michoacán.